# The Pawned Bracelet
The Pawned Bracelet è un cortometraggio muto del 1913 diretto da Arthur V. Johnson e prodotto dalla Lubin.

## Trama
Dopo un litigio con la moglie, Jason Conrad le compera un braccialetto. Alcune amiche le suggeriscono di andare a teatro e al ristorante ma lei, non avendo il denaro necessario, decide di impegnare il braccialetto. Il marito nota la sparizione del gioiello e sospetta della moglie. Alla fine, tutto si chiarisce.

## Produzione
Il film fu prodotto dalla Lubin Manufacturing Company.

## Distribuzione
Distribuito dalla General Film Company, il film - un cortometraggio in una bobina - uscì nelle sale statunitensi il 15 aprile 1913.